# 행복 (1995년 드라마)
《행복》은 1995년 4월 17일부터 1995년 10월 14일까지 방영된 MBC 아침 드라마이다.

## 등장 인물
- 배종옥 : 송유경 역
- 선우재덕 : 최영민 역
- 전운 : 최인철 역
- 사미자 : 안씨 역
- 최화정
- 조형기
- 현석
- 김현아 : 최영선 역
- 양금석
- 김승환
- 이현경

## 참고 사항
- 줄곧 KBS에서만 활동해 온 선우재덕(최영민 역)과 김현아(최영선 역)의 첫 MBC 진출작으로 화제가 됐다.[1]
- 김현아는 해당 작품에 캐스팅되어 SBS 《코미디 전망대》 진행을 그만뒀는데 1990년 MBC 19기 공채 탤런트에 도전했지만 3차에서 탈락했다.[2]
- 그때 당시 여러 드라마에서 잦은 혼전관계가 나오면서 논란의 중심에 있었다.[3]